# Cocodril de Guinea
El cocodril de Guinea (Crocodylus cataphractus) és una espècie de cocodril. Hi ha dades insuficients per saber quina posició en la llista vermella li correspon, tot i que l'avaluació de l'any 1994 el classificava com a "Vulnerable". Actualment, també, es creu que està amenaçat.
Fa de 3 a 4 metres i pot pesar uns 230 quilograms, així com viure uns 50 anys en captivitat. Té un morro prim i fi amb el que caça les seves preses, habitualment peixos, amfibis i crustacis.
Posa de 13 a 27 ous i els incuba durant uns 110 dies, durant els mesos plujosos (de març a juny, aproximadament).
Habita rius i llacs.